# Thusnelda im Triumphzug des Germanicus
Thusnelda im Triumphzug des Germanicus ist ein großformatiges Gemälde von Carl Theodor von Piloty, das im Jahre 1873 entstand. Das mit Ölfarben auf Leinwand produzierte Historienbild ist in der ständigen Sammlung der Neuen Pinakothek in München ausgestellt. Es ist mit „C. Piloty“ signiert.
Das Bild zeigt einen Triumphzug im antiken Rom, der am 23. Mai des Jahres 17 zu Ehren des römischen Feldherrn Germanicus stattfand. Zentral, hell beleuchtet und in majestätischer Haltung ist Thusnelda abgebildet. Mit Thumelicus, dem Sohn des Arminius, den sie beschützend bei sich führt, ist sie die wichtigste Trophäe des Triumphzugs. Hinter ihr befinden sich die Stammeshäuptlinge der Cherusker, der Bruder von Thusnelda, Segimundus. Im Halbdunkeln unter einem Baldachin auf einem Thron sitzend ist silhouettenhaft der römische Kaiser Tiberius abgebildet. Im Bild befinden sich eine Vielzahl anderer Figuren. Es herrscht ein diagonaler Bildaufbau.
Das Gemälde entstand nach zwei Jahren Arbeit. Es sind vier Skizzen bekannt. Es existiert eine Kopie im Format 135 × 196 cm im Metropolitan Museum New York.

Ein früheres Gemälde des Künstlers aus dem Jahr 1867 mit einem sehr ähnlichen Bildthema befindet sich im Germanischen Nationalmuseum. 

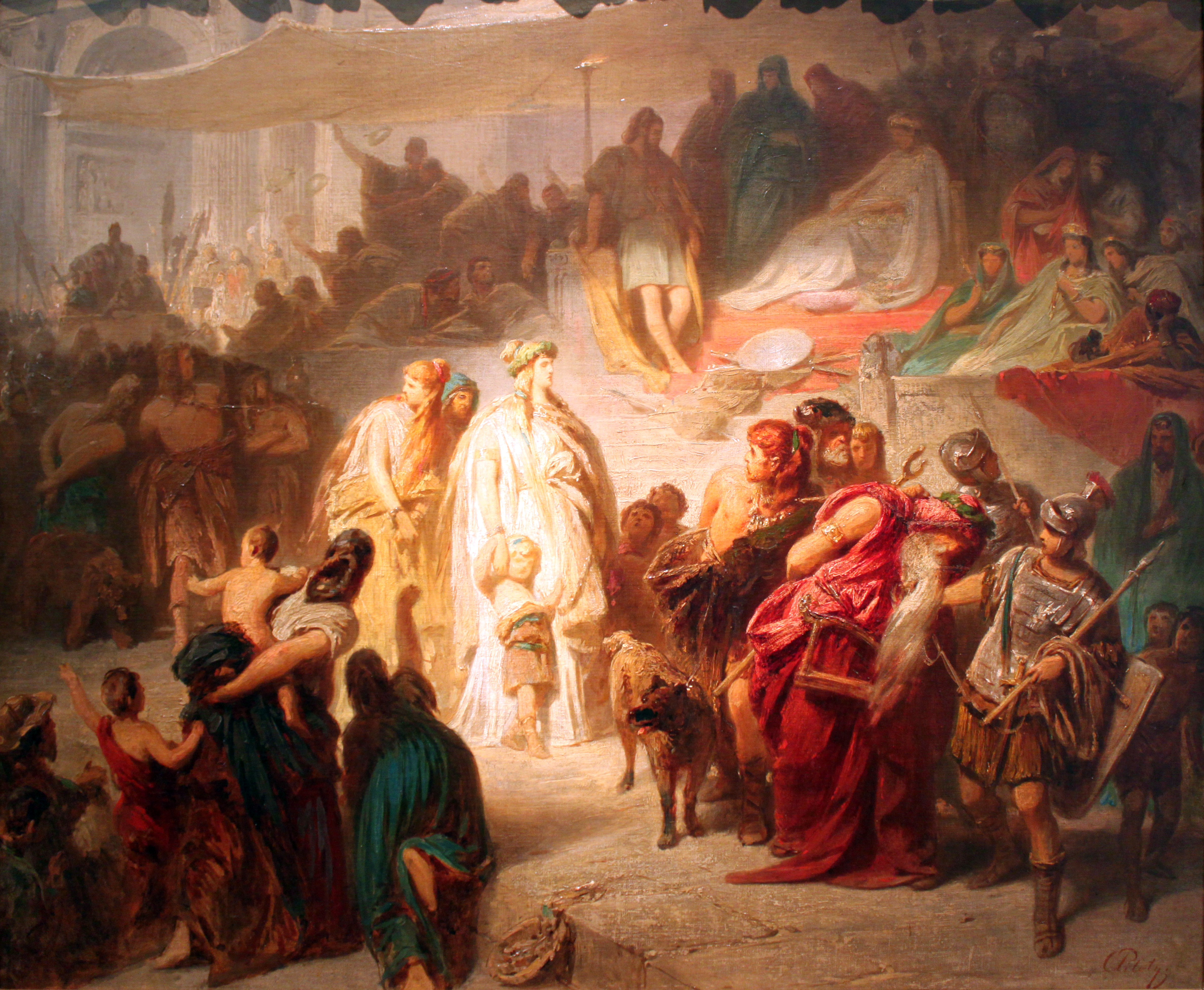
Ähnliches Bildthema, 1867, 88 × 107 cm, Germanisches Nationalmuseum

## Provenienz
- 1869 Auftrag für das Gemälde durch König Ludwig II.
- 1873 Ausstellung in Wien
- 1874 Kauf durch Ludwig II. von Piloty[3]

Eine der Ölskizzen hatte in der Zeit des Nationalsozialismus eine bewegte Geschichte:
- Ab 1896: Ehefrau Bertha von Piloty und deren Kinder
- Bis 1935: möglicherweise Auguste Caroline Lammer, geb. Hofbauer, Bankinhaberin (1885–1937)
- Ab 1935: möglicherweise Massewalter Rechtsanwalt Ernst Czerny, Zell am See (Österreich)
- 1936/vor Sommer 1938: möglicherweise Erwerb durch Adolf Hitler/Reichskanzlei[2]